# Jürgen Roth
Jürgen Roth (ur. 4 listopada 1945 we Frankfurcie nad Menem, zm. 28 września 2017 tamże) – niemiecki publicysta, dziennikarz śledczy i reportażysta.

## Życiorys
Urodził się 4 listopada 1945 we Frankfurcie nad Menem. Uzyskał małą maturę, a jego wyuczony zawód to spedytor. Od 1968 wraz z późniejszą żoną przez rok przebywał w Turcji.
Od 1971 publikował książki i kręcił filmy dokumentalne. Uznawany był za jednego z najbardziej znanych dziennikarzy śledczych działających w niemieckim obszarze językowym.
W swoich publikacjach opisywał zagadnienia dotyczące przede wszystkim państwa niemieckiego, ale także innych krajów, jak Turcja i Rosja. Do głównych tematów jego książek należały przestępczość zorganizowana, a ponadto np. powiązania świata polityki i gospodarki (w jednej z nich poruszył sprawę Gazpromu i powiązań z nim niemieckich polityków, m.in. Gerharda Schrödera), handel bronią.
Został członkiem niezależnej organizacji Business Crime Control.
Był autorem książek dotyczących katastrofy polskiego Tu-154 w Smoleńsku z 10 kwietnia 2010: pierwsza pt. Verschlussakte S. (wyd. pol. pt. Tajne akta S., 2015), druga pt. Verschwörung, die die Welt veränderte (wyd. pol. pt. Smoleńsk 2010. Spisek, który zmienił świat, 2016). Publikacje pt. Cichy pucz oraz obie książki o katastrofie smoleńskiej wydało w Polsce wydawnictwo Zysk i S-ka.

## Kontrowersje
Roth przegrał kilka procesów o pomówienie, m.in. z lipskim przedsiębiorcą (kara: 4200 euro), za pomówienie prokuratora (rzekomo wziął łapówkę). Za publikowanie nieprawdziwych stwierdzeń w książce „Die graue Eminenz” Landgericht Hamburg zabronił w 2000 r. dystrybucji książki i nakazał autorowi zapłacić 20 000 DM odszkodowania. W 1999 r. Oberlandesgericht Hamburg skazał Rotha i drugą osobę na 80 000 DM odszkodowania z powodu reportażu telewizyjnego.

## Publikacje
- Armut in der Bundesrepublik (1971, ISBN 3-499-17259-3)
- Ist die Bundesrepublik Deutschland ein Polizeistaat? (1972, ISBN 3-7874-0007-9)
- Partner Türkei oder Foltern für die Freiheit des Westens? (1973, ISBN 3-499-11600-6)
- Bundeswehr, BGS, Polizei, Hüter der Verfassung? (1974)
- Z.B. Frankfurt, die Zerstörung einer Stadt (1975, ISBN 3-570-02344-3)
- Aufstand im wilden Kurdistan (1977, ISBN 3-7971-0173-2)
- Geographie der Unterdrückten: d. Kurden (1978, ISBN 3-499-17125-2)
- „Wie soll man hier leben?” Wohnungsnot in d. Bundesrepublik (1981, ISBN 3-922294-04-9)
- „Es ist halt so...”. Reportagen aus d. alltägl. Elend (1982, ISBN 3-499-17401-4)
- Am Tor der Hölle. Strategien d. Verführung zum Atomkrieg (1982, ISBN 3-462-01519-2)
- Die Türkei – Republik unter Wölfen (1983, ISBN 3-921521-24-6)
- Dunkelmänner der Macht: Polit. Geheimzirkel u. organisiertes Verbrechen (1984, ISBN 3-88977-007-X)
- Zeitbombe Armut (1985, ISBN 3-89136-016-9)
- Rambo (1987, ISBN 3-89136-147-5)
- Die illegalen deutschen Waffengeschäfte und ihre internationalen Verflechtungen (1988, ISBN 3-8218-1118-8)
- Makler des Todes. Waffenhändler packen aus (1989, ISBN 3-453-03371-X)
- Die Mitternachtsregierung (1990)
- Sie töten für Geld. Die Söldner – eine Reportage (1992, ISBN 3-426-03996-6)
- Die Mitternachtsregierung. Wie westliche Geheimdienste internationale Politik manipulieren; ein schonungsloser Report (1992, ISBN 3-442-12318-6)
- Die Verbrecher-Holding (1994, ISBN 90-5515-013-4)
- Das zensierte Buch 1995, ISBN 3-922601-25-1)
- Der Sumpf. Korruption in Deutschland (1996)
- Die Russen-Mafia (1997, ISBN 3-548-35713-X)
- Absturz (1997)
- Die Graue Eminenz (1999, Sąd zakazał dystrybucji tej książki)
- Die roten Bosse (1999)
- Der Oligarch (2001, ISBN 978-3203815275)
- Ganz reale Verbrecher (2002, ISBN 3-203-81528-1)
- Netzwerke des Terrors (2002, ISBN 3-203-81529-X)
- Die Gangster aus dem Osten (2003, ISBN 3-203-81526-5)
- Schmutzige Hände (2000, ISBN 3-570-00116-4)
- Ermitteln verboten! (2004, ISBN 3-8218-5588-6)
- Gejagt von der Polenmafia (2005, ISBN 3-8218-5589-4)
- Der Deutschland Clan (2006, ISBN 3-8218-5613-0)
- Anklage Unerwünscht (2007, ISBN 978-3-8218-5667-4)
- Die Neuen Dämonen (Das Bulgarishe Mafianetzwerk), 2008
- Mafialand Deutschland (2009, ISBN 3-8218-5632-7); wyd. pol. Europa mafii[18]
- Gangsterwirtschaft (2010, ISBN 978-3-8218-5680-3)
- Unfair Play (2011, ISBN 3-8218-6508-3)
- GAZPROM – das unheimliche Imperium (2012, ISBN 978-3-86489-000-0)
- Spinnennetz der Macht (2013, ISBN 978-3-430-20134-6)
- Der stille Putsch (2014, ISBN 978-3-453-20027-2); wyd. pol. Cichy pucz
- Verschlussakte S. (2015, ISBN 978-3-8437-1047-3); wyd. pol. Tajne akta S.
- Der tiefe Staat (2016, ISBN 978-3-453-20113-2)
- Verschwörung, die die Welt veränderte (2016); wyd. pol. Smoleńsk 2010. Spisek, który zmienił świat

## Filmy dokumentalne
- Die grauen Wölfe kommen (1982, WDR)
- Mafia und Co. Der Drogen- und Waffenschmuggel in Europa (1984, SFB)
- Der Tote im Rhein. Auslandsreporter (1984, WDR)
- Asylanten-Reportage aus einem Sammellager (1984, ZDF)
- Countdown zum Putsch (WDR, 1986)
- Auslandsreporter: Es war einmal ein Kaiserreich (WDR, 1987)
- Operation Ernte, Vorbereitungen eines Putsches in der Zentralafrikanischen Republik (WDR, 1986)
- Die Söldnerinsel. Legionäre erobern die Comoren (SDR, 1988)
- Hochexplosiv, Waffenhändler packen aus (ZDF, 1988)
- Tod in Deutschland-Schauplatz Wald-Kraiburg (WDR, 19896)
- Der Mann aus Damaskus. Monzer Al Kassar (ZDF, 1990)
- Im Reich des Bösen – Die Moon-Sekte (WDR, 1991)
- Heiße Ware für Frankfurt – Verbrechersyndikate in Deutschland (WDR, 1992)
- Die Organräuber (WDR, 1992)